# Doues
Doues ist eine italienische Gemeinde in der autonomen Region Aostatal. Die Gemeinde zählt 505 Einwohner (Stand 31. Dezember 2023), liegt auf der orographisch linken Seite des Flusses Dora Baltea.
Doues besteht aus den Ortsteilen (frz. hameaux) Aillan, Bovier, Champ-Mort, Champsavinal, Chanet, Châtellair, Chez-Croux, Condemine, Coudrey, Coudrey Dessus, Crêtes, Dialley, Haut-Prabas, Javiod, La Bioulaz, La Cerise, La Chenal, La Cleyvaz, La Coud, La Crétaz, La Perrouaz, Lusey, Meylan, Orbaney, Plan d'Aillan, Planavillaz, Plataz, Ploutre, Posseil, Prabas, Torrent, Arp du Bois, Champillon, Chésery, Creuseuvy, Creux, Favre, Grange Rousse, L'arp de Praz, Larveusse, Le Parc, Moffes, Pessinoille, Piolet, Piolet-Dessus, Piolet du Milieu, Plan Tarédaz, Pointier, Pré, Tsanorgne, Tsa di Champillon, Véries und Vorbé.
Die Nachbargemeinden heißen Allein, Étroubles, Gignod, Ollomont, Roisan und Valpelline.
Sehenswert sind die Pfarrkirche und ein Wohnturm aus dem 14. Jahrhundert.
Während der Zeit des Faschismus trug der Ort den italianisierten Namen Dovia di Aosta.